# اندیس ارچه جاجرم ۱
ارچه جاجرم ۱ یک اندیس فلزی است که در حوالی شهر رباط قره بیل استان خراسان قرار دارد و مادهٔ معدنی موجود در آن، مس است.  